# Heimatverein
Ein Heimatverein ist ein Verein, der sich zum Ziel gesetzt hat, Besonderheiten und Traditionen der Ortschaft oder Region zu pflegen, zu bewahren und zu fördern, der sich seine Mitglieder als ihrer Heimat verbunden fühlen. Häufig ist damit auch Pflege der Gemeinschaft verbunden.
Meistens führen Heimatvereine den Namen einer Ortschaft (seltener einer Großstadt oder einer Region) im Namen. Oft sind solche Vereine als eingetragener Verein (e. V.) konstituiert, nicht selten findet sich die Bezeichnung „Heimat- und Geschichtsverein“. Der Schwerpunkt der Aktivitäten liegt auf der Pflege des lokalen Brauchtums und Dialekts oder auf der Erforschung und Publizierung der lokalen Geschichte. Weiter können auch Denkmalschutz, Kümmern um lokale Einrichtungen (etwa Spielplätze) oder gemeinschaftsfördernde Feste zu den Aufgaben gehören. Wenn dies als „Vereinsziel“ in der Satzung verankert ist, erfüllt der Verein damit eine wichtige Voraussetzung für die Anerkennung als gemeinnütziger Verein. Mitunter sind Heimatvereine auch Träger von Heimatmuseen oder fungieren als Dachverband für verschiedene Organisationen, die sich mit Besonderheiten der jeweiligen Ortschaft oder Region befassen.
Charakteristisch für Heimatvereine ist, dass sie zu Engagement und Beitritt aufrufen, indem sie an den Heimatsinn der Bürger appellieren.

## Geschichte
Erste Vereine sind insbesondere im Zuge der Heimatbewegung des späten 19. Jahrhunderts entstanden. Bereits vorher waren zahlreiche Geschichtsvereine entstanden, die sich der regionalen Geschichtsforschung widmeten, oft aber auf einem akademischen Niveau. Diese verbreiterten ihre Mitgliederzahl durch populärere Geschichtsdarstellungen für heimatbewegte Interessenten und gründeten dazu eigene Schriftenreihen. Heute sind Heimatvereine auch als Dorfgemeinschaften, Bürgervereine, Interessengemeinschaften und in vergleichbarer Form aktiv.
In der DDR gab es statt der aufgelösten Heimatvereine den zentralistisch geführten Kulturbund, der auch regionale Aspekte aufgriff. Es gab darin eine Sektion „Natur- und Heimatfreunde“, doch blieben viele Traditionen etwa christlicher Prägung unberücksichtigt.

## Überregionale Dachverbände
Oft sind Heimatvereine Mitglieder der bundesweiten Dachorganisationen, z. B. im Verband Deutscher Bürgervereine und im Bund Heimat und Umwelt in Deutschland.
Es gibt auch Dachverbände im jeweiligen Bundesland, z. B.
- in Bayern Bayerischer Landesverein für Heimatpflege,
- in Nordrhein-Westfalen und Rheinland-Pfalz Rheinischer Verein für Denkmalpflege und Landschaftsschutz
- sowie für Westfalen und Lippe Westfälischer Heimatbund sowie Lippischer Heimatbund
  - Siehe auch: Liste von Heimat- und Geschichtsvereinen in Nordrhein-Westfalen
- in Baden-Württemberg Landesverein Badische Heimat sowie Schwäbischer Heimatbund,
- in Niedersachsen Niedersächsischer Heimatbund,
- in Hessen Gesellschaft für Kultur- und Denkmalpflege – Hessischer Heimatbund,
- in Schleswig-Holstein Schleswig-Holsteinischer Heimatbund,
- in Berlin Verein für die Geschichte Berlins,
- in Hamburg Zentralausschuß Hamburgischer Bürgervereine von 1886
- in Bremen Bremer Heimatbund - Verein für Niedersächsisches Volkstum.

In den ostdeutschen Bundesländern haben sich diese Dachverbände nach 1990 neugegründet:
- Landesheimatbund Sachsen-Anhalt,
- Sächsischer Heimatschutz,
- Heimatverband Mecklenburg-Vorpommern,
- Heimatbund Thüringen.

## Einzelbelege
1. ↑  Heimatvereine und Brauchtum. Abgerufen am 30. April 2020.
2. ↑  Georg Kunz: Verortete Geschichte: Regionales Geschichtsbewußtsein in den deutschen Historischen Vereinen des 19. Jahrhunderts. Vandenhoeck & Ruprecht, 2000, ISBN 978-3-647-35729-4 (google.de [abgerufen am 28. April 2020]).
3. ↑  Thomas Schaarschmidt: Der Kulturbund als Heimatverein? Anmerkungen zu Anspruch und Realität des Kulturbundes in den vierziger und fünfziger Jahren aus regionalhistorischer Sicht. In: Heiner Timmermann (Hrsg.): Die DDR - Analysen eines aufgegebenen Staates. Duncker & Humblot, Berlin 2001, ISBN 978-3-428-50416-9, S. 357–388 (google.de [abgerufen am 28. April 2020]).